# Dynamos Football Club (Afrique du Sud)
Pour les articles homonymes, voir Dynamos FC.
Maillots
Le Dynamos Football Club est un club de football sud-africain basé à Giyani.

## Histoire
Le club est fondé en 1997 par le rachat du Lenasia Dynamos. Le premier nom du club est Northen Province United. 
En 1998-1999, l'équipe participe pour la première fois à l'ABSA Premiership, le championnat de première division sud-africaine mais est reléguée dès la fin de la saison.

## Joueurs célèbres
- Swadick Sanudi
- Allan Kamanga
- Marks Maponyane

## Palmarès
| Compétitions nationales                    | Compétitions internationales |
| - Coupe de la Ligue (1) - Vainqueur : 1991 | - Vierge                     |